# Граф Морли
Граф Морли из Морли в графстве Девон (англ. Earl of Morley) — наследственный титул в системе Пэрства Соединённого королевства. Он был создан 29 ноября 1815 года для Джона Паркера, 2-го барона Борингдона (1772—1840). Вместе с графским титулом он получил титул виконта Борингдона из Северного Молтона в графстве Девон.
Титул учтивости старшего сына и наследника графа — «Виконт Борингдон».

## История
С 1299 по 1697 год в Англии существовало средневековое баронство Морли. Титул барона носили представителя рода де Морли, владельцев поместья Морли-Сент-Ботольф в графстве Норфолк. Семья Паркеров происходила из Северного Молтона в графстве Девон. В 1815 году Джон Паркер, 2-й барон Борингдон (1772—1840), стал лордом Морли, приобретя небольшое поместье Морли в Девоне, на полпути между Тотнесом и Кингсбриджем.
Титул барона Борингдона из Борингдона в графстве Девон был создан в 1784 году в качестве Пэрства Великобритании для Джона Паркера (1735—1788), который ранее представлял в Палате общин Бодмин (1791—1762) и Девон (1762—1784). Его преемником стал единственный сын, Джон Паркер, 2-й барон Борингдон (1772—1840), ставший в 1815 году графом Морли.

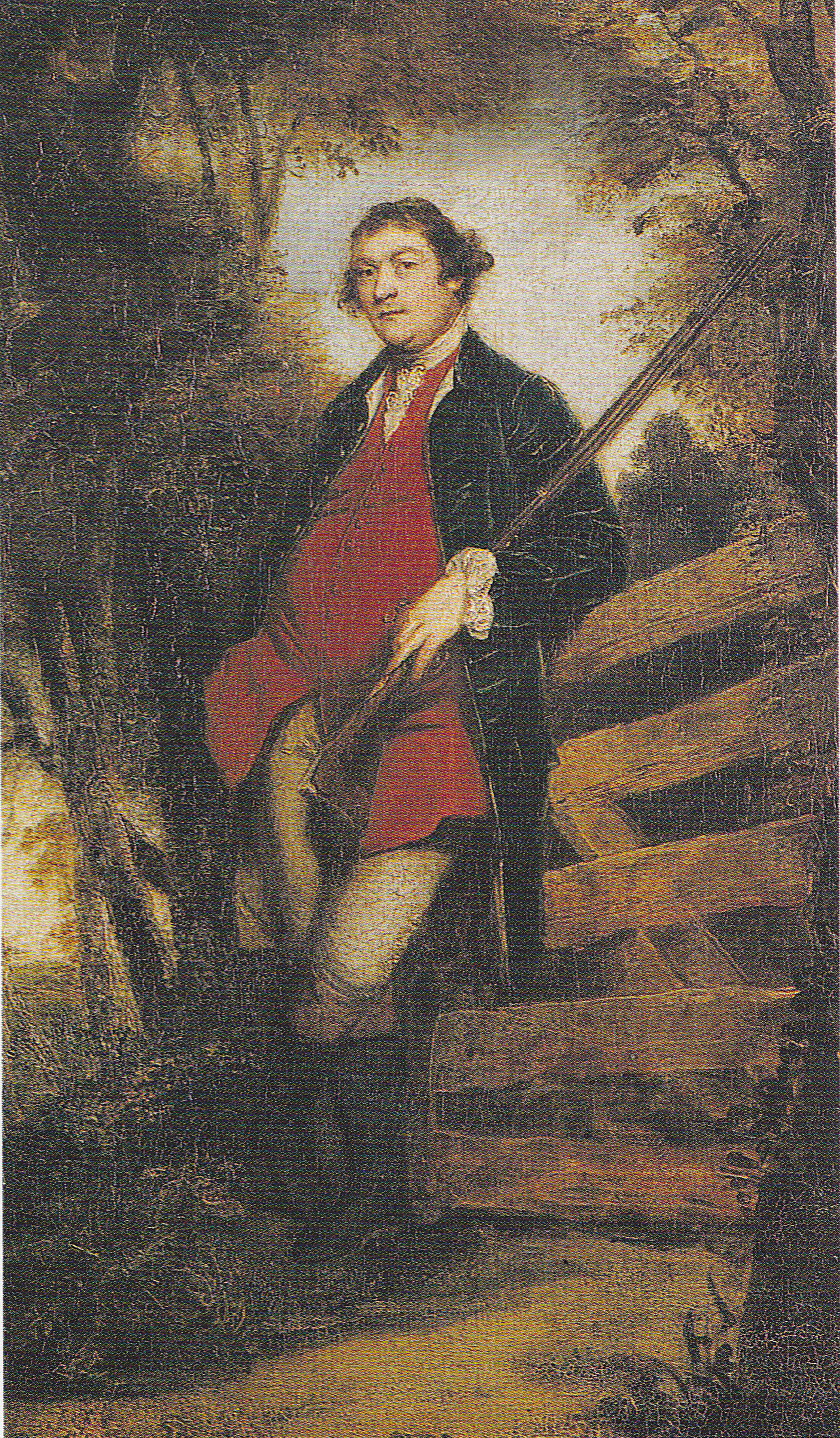
Джон Паркер, 1-й барон Борингдон (1735—1788)

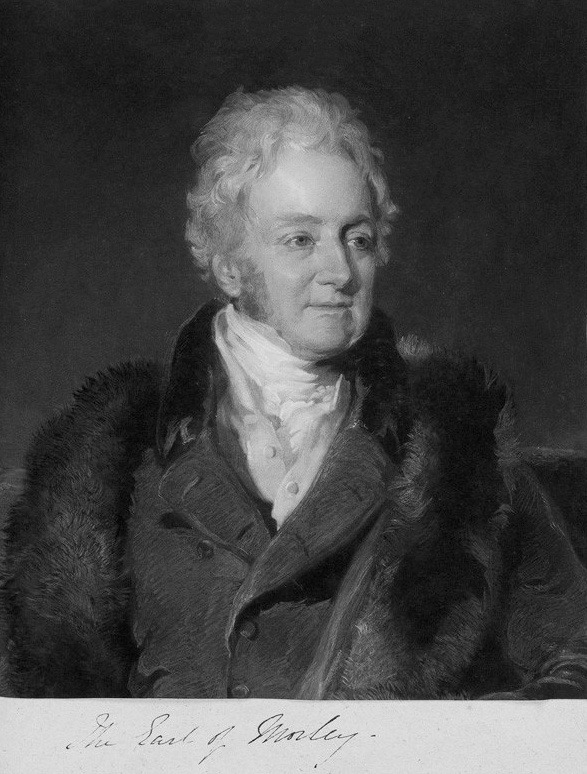
Джон Паркер, 1-й граф Морли (1772—1840)

Ему наследовал в 1840 году единственный сын, Эдмунд Генри Паркер, 2-й граф Морли (1810—1864). Он занимал незначительные должности в правительстве лорда Джона Рассела. Его сын, Альберт Эдмунд Паркер, 3-й граф Морли (1843—1905), был либеральным политиком. В правительстве Уильяма Юарта Гладстона он являлся лордом в ожидании (1868—1874), заместителем военного министра (1880—1885) и первым комиссаром общественных работ (1886).
По состоянию на 2023 год обладателем графского титула являлся его правнук — Марк Лайонел Паркер, 7-й граф Морли (род. 1956), наследовавший своему отцу в 2015 году. Последний был старшим сыном достопочтенного Джона Холфорда Паркера, третьего (младшего) сына 3-го графа Морли.
Родовое гнездо графов Морли — Салтрам-хаус в Плимуте. В 1957 году графская резиденция была продана Национальному фонду Великобритании, но оставалась во владении Паркеров до смерти 5-го графа Морли в 1962 году. Сейчас резиденций служит Паунд-хаус в окрестностях Йелвертона в графстве Девон.

## Бароны Борингдон (1784)
- 1784—1788: Джон Паркер, 1-й барон Борингдон (1735 — 27 апреля 1788), старший сын Джона Паркера (1703—1768);
- 1788—1840: Джон Паркер, 2-й барон Борингдон (3 мая 1772 — 14 марта 1840), единственный сын предыдущего, граф Морли с 1815 года.

## Графы Морли (1815)
- 1815—1840: Джон Паркер, 1-й граф Морли (3 мая 1772 — 14 марта 1840), единственный сын предыдущего[1];
- 1840—1864: Эдмунд Паркер, 2-й граф Морли (10 июня 1810 — 28 апреля 1864), единственный сын предыдущего[2];
- 1864—1905: Альберт Эдмунд Паркер, 3-й граф Морли (11 июня 1843 — 26 февраля 1905), единственный сын предыдущего[3];
- 1905—1951: Эдмунд Роберт Паркер, 4-го граф Морли (19 апреля 1877 — 10 октября 1951), старший сын предыдущего[4];
- 1951—1962: капитан Монтегю Браунлоу Паркер, 5-й граф Морли (13 октября 1878 — 28 апреля 1962), второй сын 3-го графа Морли[5];
- 1962—2015: подполковник Джон Сент-Обин Паркер, 6-й граф Морли (29 мая 1923 — 20 сентября 2015), старший сын достопочтенного Джона Холфорда Паркера (1886—1955), внук 3-го графа Морли[6];
- 2015 — н. в.: Марк Лайонел Паркер, 7-й граф Морли (род. 22 августа 1956), единственный сын предыдущего[7];
  - Наследник: Эдвард Джефри Паркет (род. 1967), сын достопочтенного Найджела Джеффри Паркера (1931—2019), внук достопочтенного Джона Холфорда Паркера (1886—1955), двоюродный брат предыдущего[8]
    - Второй наследник: Оливер Джеймс Паркер (род. 1996), старший сын предыдущего[9]